# Kis téliaraszoló
A kis téliaraszoló (Operophtera brumata) a rovarok (Insecta) osztályának lepkék (Lepidoptera) rendjébe, ezen belül a valódi lepkék (Glossata) alrendjébe és az araszolók (Geometridae) családjába tartozó faj.

## Előfordulása
A kis téliaraszoló Európában gyakori lepkefajnak számít. A Közel-Keleten is megtalálható. Az 1930-as években Kanadába, aztán az 1950-es években az Amerikai Egyesült Államokba is eljutott, ahol aztán Kanada két partján, valamint az USA északi részén inváziós fajjá vált.

## Megjelenése
A nőstény vastag testű, csökevényes szárnyakkal rendelkezik, nem képes repülni. A szárnya színe lehet szürkéssárga, drapp-barna, vagy vöröses árnyalatú. Az alapszínen sötétebb mintázat van, de a szegélyei sárgásak. A csápjai rövidek és finoman szőrözöttek. Mindkét nemű imágó testhossza körülbelül 1 centiméteres.

## Életmódja
A hím lepke októbertől decemberig repül; nagyjából este. A mezőgazdaságban a gyümölcsfák gyakori és egyik legrégebben ismert kártevőjeként tartják számon.

## Szaporodása
Az első fagyok után, a nőstény felmászik egy fára és feromonokkal csalja magához a hímeket. Megtermékenyítése után lejön a fáról és a talajra körülbelül 100 petét rak le. Sárgászöld hernyója a földben bábozódik be. Erdei lombos fákon, gyümölcsfákon él, klasszikus araszoló mozgással halad. A gazdanövényei főleg rózsavirágúak (Rosales), de nyárfák (Populus) vagy fűzfafélék (Salicaceae) is lehetnek. A frissen kikelt hernyó, csak 2,5 milliméteres, de hat hét alatt 20 milliméteresre nő meg.

## Képek

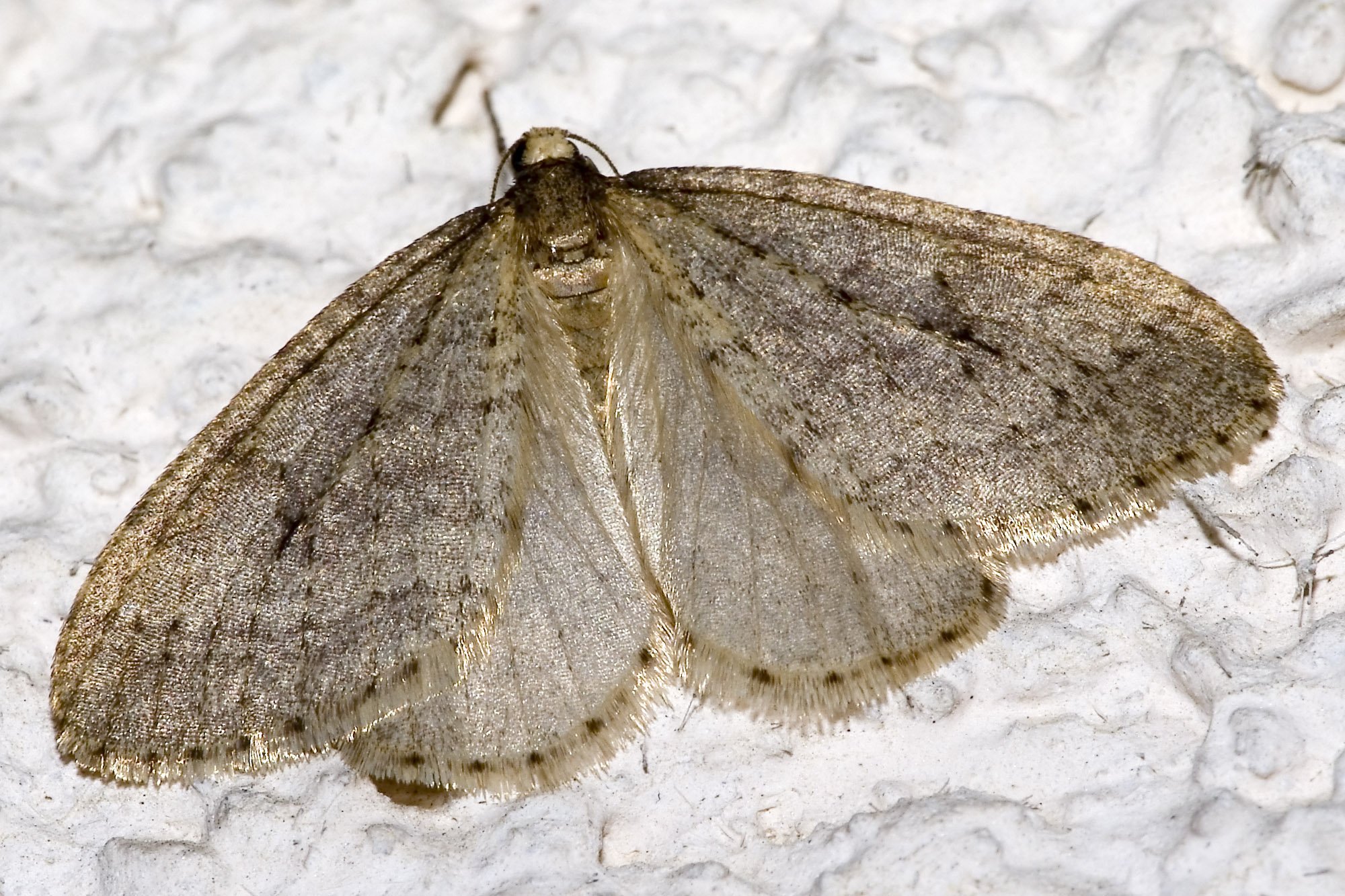
Hím
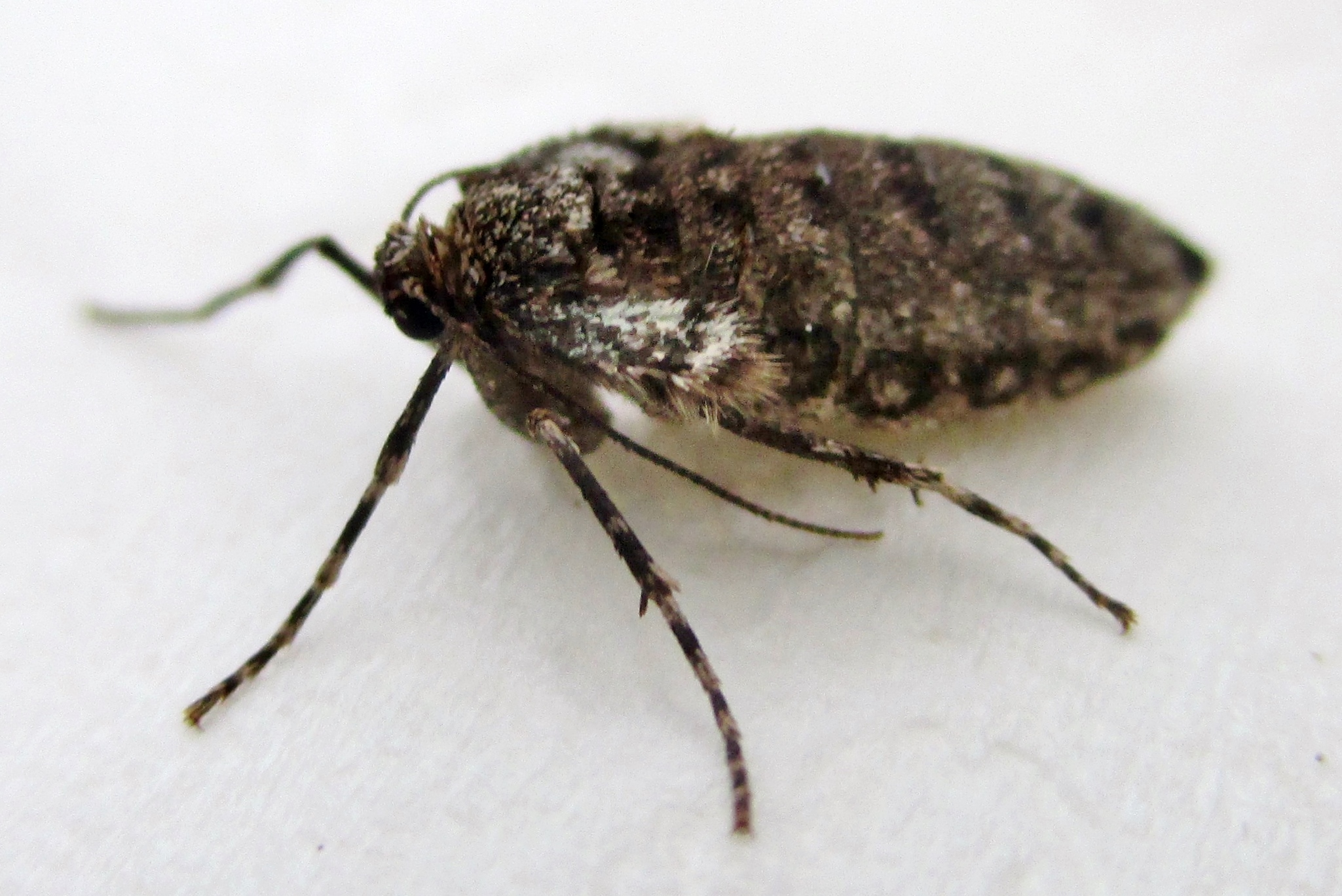
Nőstény
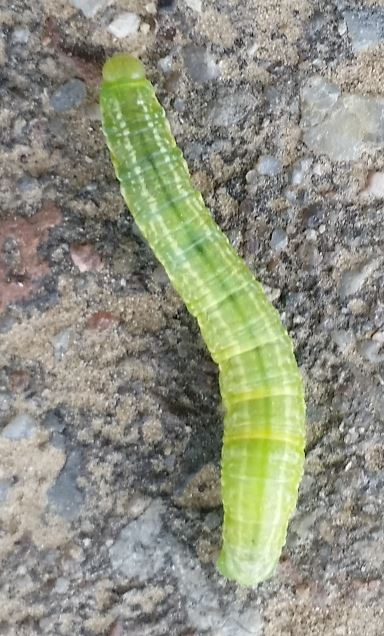
Hernyó
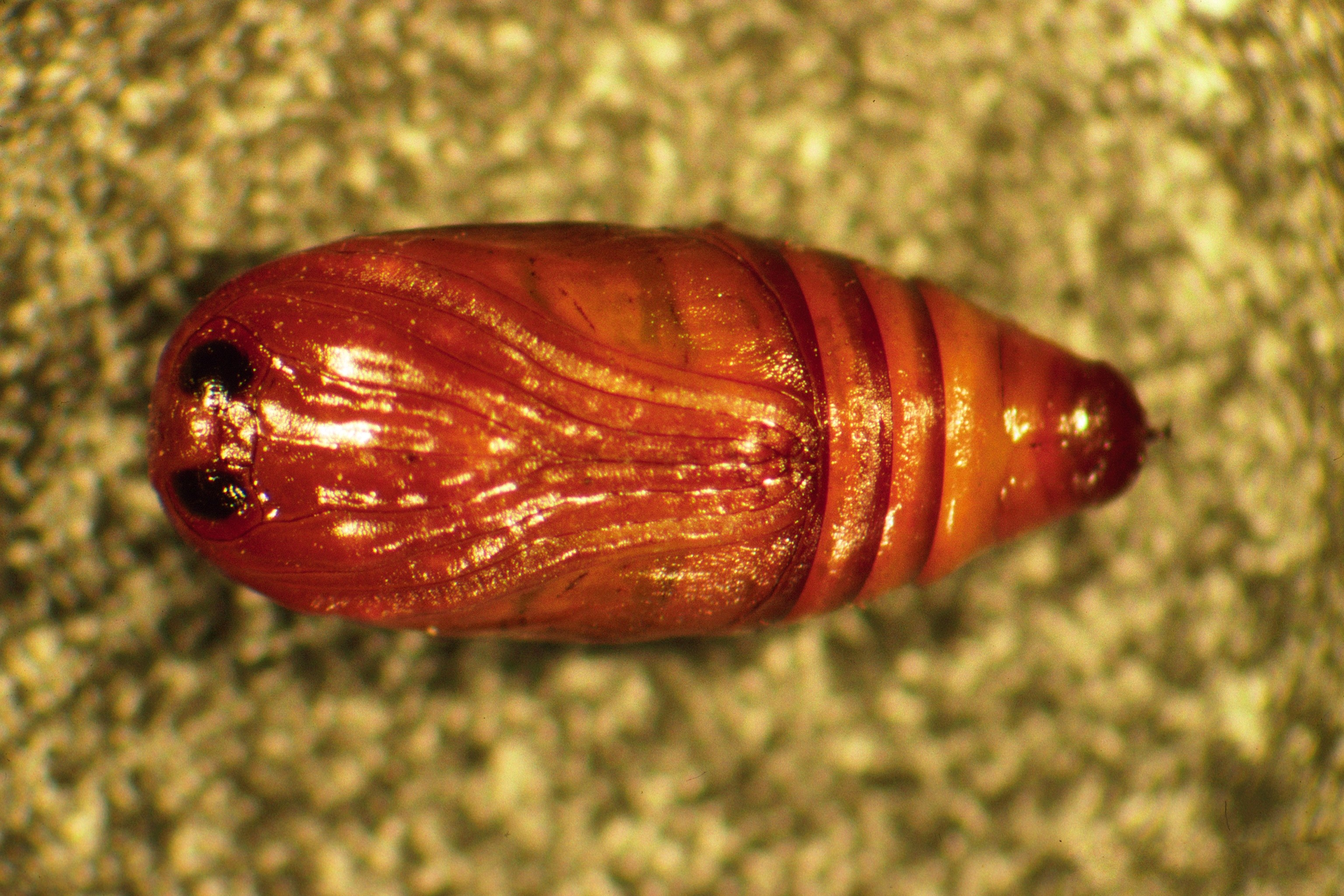
Báb

### Fordítás
- Ez a szócikk részben vagy egészben  a   Winter moth című angol Wikipédia-szócikk ezen változatának fordításán alapul.  Az eredeti cikk szerkesztőit annak laptörténete sorolja fel. Ez a jelzés csupán a megfogalmazás eredetét és a szerzői jogokat jelzi, nem szolgál a cikkben szereplő információk forrásmegjelöléseként.